# Gus Forslund
Gustaf Oliver Forslund, född 25 april 1906 i Holmsund i Västerbotten, död 29 juli 1962 i Geraldton, Ontario, var en svenskfödd kanadensisk professionell ishockeyspelare. År 2002 uppmärksammades han som den förste svensken som spelat i NHL, något som värmlänningen Ulf Sterner tidigare ansågs ha varit. Forslund spelade säsongen 1932–33 48 matcher för Ottawa Senators och gjorde 4 mål och 9 assist för totalt 13 poäng.
Han föddes som Gustaf Ossian Forslund i Sandvik som är en del av Holmsund utanför Umeå som son till brädgårdsarbetaren Lars Anton Forslund och hans hustru Ida Maria Fällman. Redan när han var ett år emigrerade familjen till Fort William och senare till Port Arthur i Ontario, Kanada.
Forslund var relativt småväxt, han vägde endast 68 kg och var omkring 170 cm lång. Hans karriär började i det lokala laget Port Arthur Ports när han var 20 år. Redan ett år efter debuten värvades han till lokalrivalen Fort Williams Forts och 1929 flyttade han till svenskstaten Minnesota för att spela för Duluth Hornets i American Hockey Association. 
Efter att ha spelat säsongen 1932–33 i Ottawa Senators, som blev sist i NHL det året, blev det sedan en säsong vardera i Windsor Bulldogs i IHL samt Philadelpia Arrows och New Haven Eagles i Canadian-American Hockey League. Därefter spelade han de följande åren i Thunder Bay Senior League, där han också avslutade karriären år 1941.
Under andra världskriget arbetade Gus Forslund med ungdomsishockeyn i Ontario. Hans hustru gick bort relativt tidigt och Forslund tog då ensam hand om uppfostran av de två barnen. Han avled i en hjärnblödning 1962.